# 大阪市立東都島小学校
大阪市立東都島小学校（おおさかしりつ ひがしみやこじましょうがっこう）は、大阪府大阪市都島区都島本通4丁目にある公立小学校。

## 沿革
大阪市都島国民学校（現在の大阪市立都島小学校）および大阪市北都島国民学校の校区を再編し、1942年に大阪市東都島国民学校として現在地に開校した。
太平洋戦争の戦局悪化により、大阪市を含む大都市の国民学校3年以上の児童に対して1944年以降、学童疎開の実施が指示された。学童疎開は縁故疎開を原則としたものの、縁故に頼れない児童については学校から集団疎開に参加させることにした。大阪市では集団疎開先の府県を各行政区ごとに指定し、都島区の国民学校には石川県への疎開が指定された。東都島国民学校では1944年以降、鳳至郡輪島町（現在の輪島市）および穴水町へと疎開した。
1945年6月1日の第二次大阪大空襲では校舎を全焼し、また校区にも大きな被害を受けた。終戦直後の1946年には、戦災による被害により、都島国民学校・東都島国民学校の2校が中野国民学校（1947年大阪市立中野小学校）へ統合され休校となった。
その後地域の復興により、大阪市立都島小学校（1951年再開）の分校として、1954年に元の場所で再開した。1957年4月1日付で、大阪市立東都島小学校として正式に再開校している。

### 年表
- 1942年1月12日 - 大阪市東都島国民学校として創立[2]。
- 1945年6月1日 - 大阪大空襲で校舎焼失。
- 1946年4月1日 - 休校。大阪市立中野国民学校（大阪市立中野小学校）に統合。
- 1954年12月1日 - 大阪市立都島小学校分校として再開。
- 1957年4月1日 - 大阪市立東都島小学校として独立。大阪市立都島小学校より分離。

## 通学区域
- 大阪市都島区[3]
  - 都島中通2丁目・3丁目（1～3番、4番5～14号、5番6～26号・43号、6～23番）、都島本通4 - 5丁目、都島北通2丁目（1～8番、9番1～5号・21～36号、11番1～11号・19号（都島北通2丁目西児童遊園南側）・20号～29号、12番、13番1～17号・19～33号、15番1～7号・26～33号）・内代町1丁目（1番1～9号・23～32号、4番1号）

卒業生は大阪市立桜宮中学校に進学する。

## 交通
- Osaka Metro谷町線
  - 野江内代駅 南西へ約600m。
  - 都島駅 東へ約800m。